# Томиці (Малопольське воєводство)
Томиці (пол. Tomice) — село в Польщі, у гміні Томиці Вадовицького повіту Малопольського воєводства.
Населення — 2527 осіб (2011).

## Історія
У 1975-1998 роках село належало до Бельського воєводства, підпорядковувалося районній адміністрації у Вадовицях.

## Демографія
Демографічна структура станом на 31 березня 2011 року:
|          | Загалом | Допрацездатний вік | Працездатний вік | Постпрацездатний вік |
| -------- | ------- | ------------------ | ---------------- | -------------------- |
| Чоловіки | 1244    | 292                | 850              | 102                  |
| Жінки    | 1283    | 287                | 779              | 217                  |
| Разом    | 2527    | 579                | 1629             | 319                  |